# Résistance des véhicules ferroviaires

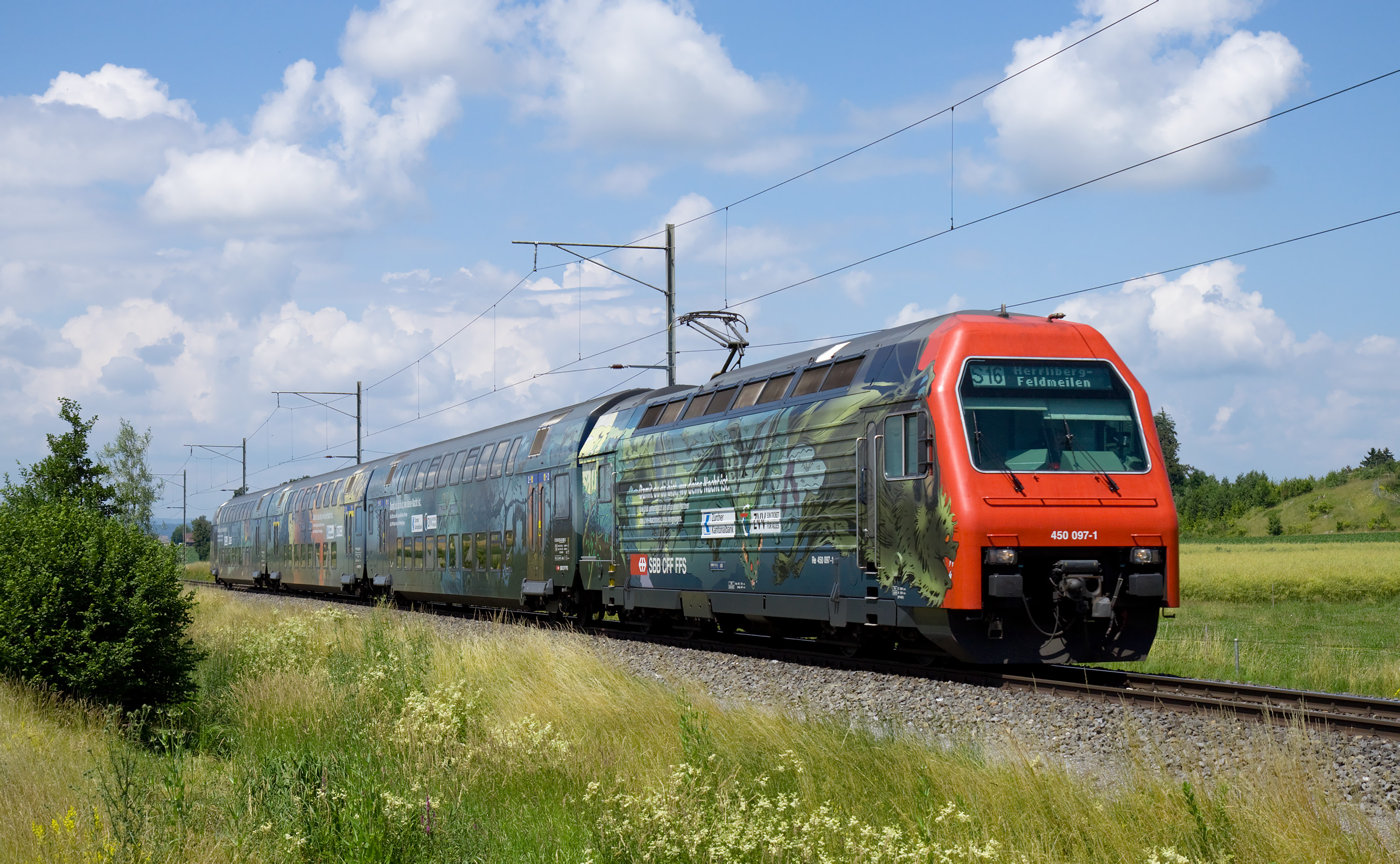
Véhicule ferroviaire (train de passager, SBB-CFF-FFS Re 450 double-decker)

La résistance du véhicule ferroviaire (ou résistance du train) est la force de traction nécessaire pour le maintenir en mouvement uniforme. La locomotive doit consommer de l'énergie pour produire cette force. 

## Équation de Davis
Un certain nombres de mesures expérimentales de la résistance du train ont montré que cette force pouvait être exprimée en une équation quadratique par rapport à la vitesse comme ci-dessous:
{\displaystyle R=A+BV+CV^{2}}
Où {\displaystyle R} est la résistance, {\displaystyle V} est la vitesse du véhicule ferroviaire et {\displaystyle A}, {\displaystyle B}, et {\displaystyle C} sont des coefficients déterminés expérimentalement. La plus connue de ces relations a été proposée par Davis WJ Jr.  et porte son nom. L'équation de Davis contient les contributions mécaniques et aérodynamiques à la résistance. La première formulation suppose qu'il n'y a pas de vent, cependant, des formulations qui ne font pas cette hypothèse existent :
{\displaystyle R=A+B_{1}V+B_{2}v+Cv^{2}},
où {\displaystyle v} est la vitesse de l'air par rapport au véhicule tandis que {\displaystyle B_{1}} et {\displaystyle B_{2}} sont des coefficients expérimentaux qui rendent compte séparément des phénomènes mécaniques et aérodynamiques ( visqueux ) respectivement.

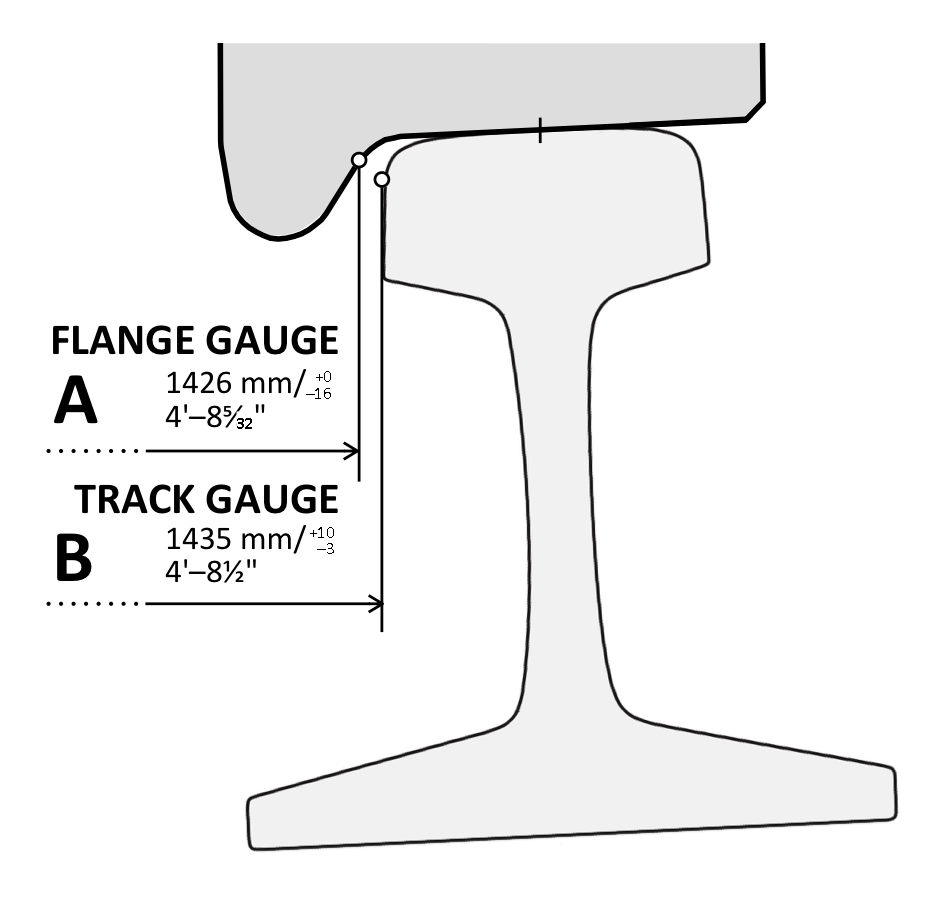
La bride de jauge sur la roue empêche le véhicule de glisser des rails. La force de réaction sur les roues entraîne un frottement de glissement.

Les coefficients de ces équations sont déterminés expérimentalement en mesurant l'effort de traction de la locomotive à différentes vitesses constantes ou avec des expériences de roulage en roue libre (le véhicule ferroviaire est mis en mouvement à une certaine vitesse, puis la traction est désengagée, provoquant l'arrêt du véhicule en raison de la résistance).
La plupart des méthodes pour déterminer ces coefficients ne considèrent pas les effets des forces latérales sur le véhicule. Les forces latérales peuvent être causés par la force centripète du véhicule suivant la courbe des rails, par l'inclinaison latérale des rails, ou par des forces aérodynamiques si un vent de travers est présent. Ces forces affectent la résistance en poussant le véhicule latéralement contre le rail causant des frottements entre le rail et les roues. En cas de vents latéraux, la résistance est également affectée par le changement de la contribution aérodynamique résultant des modifications de l'écoulement de l'air.

## Interprétation physique de l'équation de Davis

### Terme indépendant de la vitesse

Schéma illustratif des pistes sur un gradient

Le premier terme de l'équation de Davis ( {\displaystyle A} ) rend compte des contributions à la résistance qui sont indépendantes de la vitesse. La pente de la piste et l’accélération sont deux des phénomènes qui contribuent à ce terme. Il ne s’agit pas de processus dissipatifs et donc le travail supplémentaire requis de la locomotive pour surmonter la résistance accrue est converti en énergie mécanique ( énergie potentielle pour le gradient et énergie cinétique pour l’accélération). La conséquence de ceci est que ces phénomènes peuvent, dans des conditions différentes, entraîner des contributions positives ou négatives à la résistance. Par exemple, un train décélérant sur des voies horizontales subira une résistance moindre que s’il roulait à vitesse constante. D'autres contributions à ce terme sont dissipatives, par exemple le frottement des roulements et le frottement de roulement dû à la déformation locale du rail au point de contact avec les roues, ces dernières quantités ne peuvent jamais réduire la résistance du train.
Le terme {\displaystyle A} est constante par rapport à la vitesse du véhicule, mais diverses relations empiriques ont été proposées pour prédire sa valeur. Il est généralement admis que le terme est directement lié à la masse du véhicule  certains observant un effet du nombre d'essieux ainsi que des charges par essieu.

### Terme linéaire en vitesse
Le coefficient du deuxième terme de l'équation de Davis ( {\displaystyle B} ) se rapporte aux termes linéairement dépendants de la vitesse et est parfois omis car il est négligeable par rapport aux autres termes. Ce terme rend compte des contributions mécaniques liées à la masse et à la vitesse à la résistance et à l'impulsion de l'air d'admission pour le refroidissement et le CVC.
De la même manière que {\displaystyle A}, des formules empiriques ont été proposées pour évaluer le terme {\displaystyle B}, et encore une fois, une dépendance de masse est présente dans toutes les principales méthodes de détermination des coefficients de résistance des véhicules ferroviaires, certaines observant également une dépendance du nombre de remorques et de locomotives  ou une dépendance de la longueur.

### Terme quadratique de vitesse

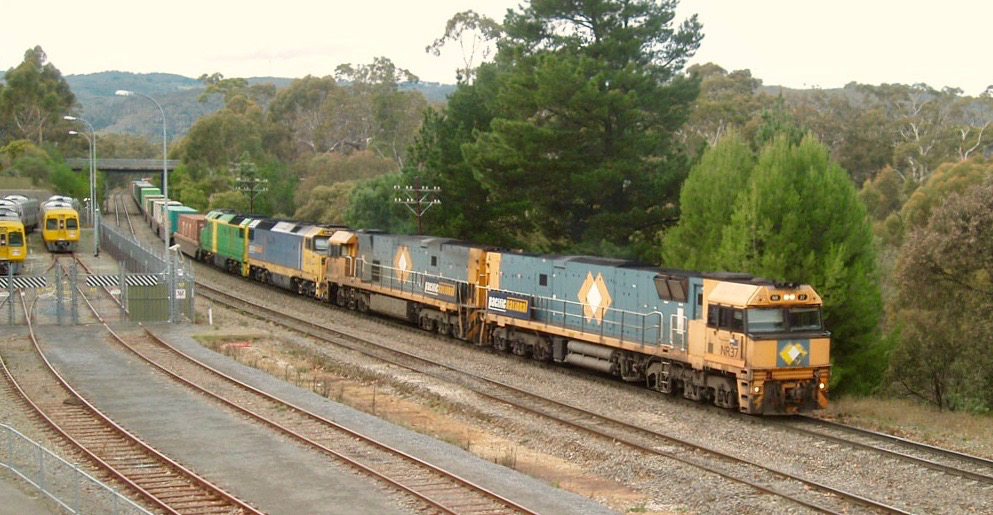
Les trains de marchandises sont conçus avec des formes arrondies

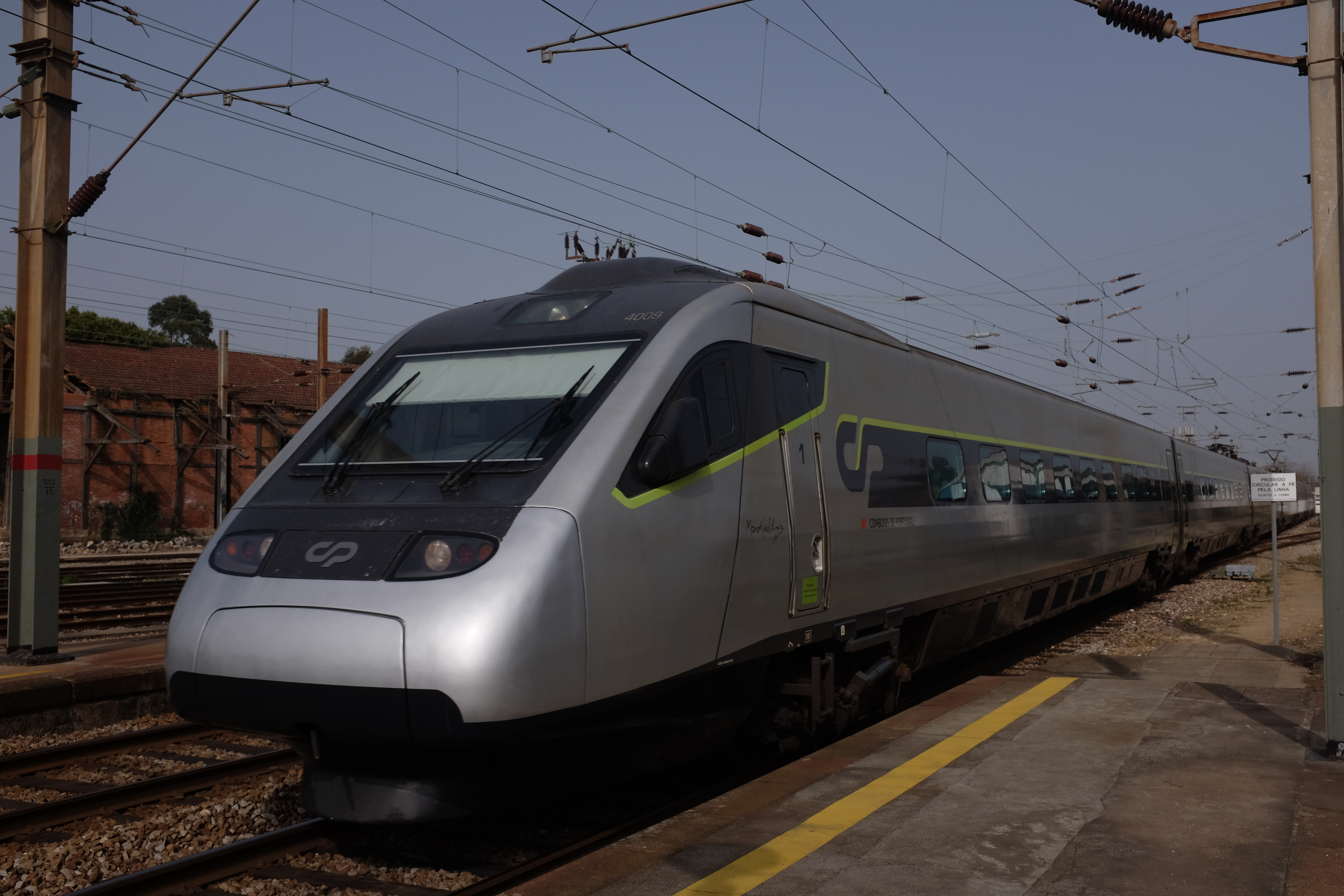
Les trains de voyageurs ont une forme plus profilée

Le coefficient du troisième terme de l'équation de Davis ( {\displaystyle C} ) explique la traînée aérodynamique agissant sur le véhicule, elle s'explique par le fait que lorsque le train se déplace dans l'air, il met en mouvement une partie de l'air qui l'entoure (c'est ce qu'on appelle le sillage ). Pour maintenir une vitesse constante, le transfert continu de quantité de mouvement à l'air doit être compensé par une force de traction supplémentaire de la locomotive, ce qui est expliqué par ce terme. À mesure que la vitesse du train augmente, la traînée aérodynamique devient la contribution dominante à la résistance. Pour les trains à grande vitesse au-dessus de 250 km/h  et pour les trains de marchandises au-dessus de 115 km/h  elle représente 75 à 80 % de la résistance.
Ce terme dépend fortement de la géométrie du véhicule et sera donc beaucoup plus faible pour le train de voyageurs à grande vitesse profilé que pour les trains de marchandises, qui se comportent comme des corps émoussés et produisent des sillages beaucoup plus grands et plus turbulents à la même vitesse du véhicule, conduisant à un transfert d'élan accru vers l'air environnant.
Peu de considérations générales peuvent être faites sur la contribution aérodynamique à la résistance des véhicules ferroviaires, car la traînée aérodynamique dépend fortement des conditions d'écoulement et de la géométrie du véhicule. Cependant, la traînée est plus élevée dans des conditions de vent latéral que dans l'air calme, et pour les petits angles, la relation entre le coefficient de traînée et l'angle de lacet est approximativement linéaire.

## Relations empiriques pour les coefficients de l'équation de Davis
Au fil des années, des relations empiriques ont été proposées pour estimer les valeurs des coefficients de l'équation de Davis, mais celles-ci s'appuient également sur davantage de coefficients à déterminer expérimentalement. Voici les relations proposées par Armstrong et Swift :
{\displaystyle A=6.4M_{t}+8.0M_{l}}
{\displaystyle B=0.18(M_{t}+M_{l})+1N_{t}+0.005N_{l}P}
{\displaystyle C=0.6125C_{D}(head,tail)A_{f}+0.00197pL+0.0021pG_{i}(N_{t}+N_{l}-1)+0.2061C_{D}(bogies)N_{b}+0.2566N_{p}}
Où {\displaystyle M_{t}} et {\displaystyle M_{l}} sont respectivement la masse totale des wagons remorques et le poids total des locomotives exprimés en tonnes, {\displaystyle N_{t}}, {\displaystyle N_{l}}, {\displaystyle N_{b}} et {\displaystyle N_{p}} sont respectivement le nombre de wagons remorques, le nombre de locomotives, le nombre de bogies et le nombre de pantographes, {\displaystyle P} est la puissance totale exprimée en kW, {\displaystyle C_{D}(head,tail)} et {\displaystyle C_{D}(bogies)} sont respectivement les coefficients de traînée tête/queue et les coefficients de traînée des bogies, {\displaystyle A_{f}} est la surface de la section transversale frontale en mètres carrés, {\displaystyle p} est le périmètre, {\displaystyle L} est la longueur et {\displaystyle G_{i}} est l'écart intervéhicules (toutes les longueurs sont exprimées en mètres). Les coefficients {\displaystyle A}, {\displaystyle B} et {\displaystyle C} sont exprimés en N, Ns/m et Ns 2 /m 2.